# Winds of Plague
„Уиндс ъф Плейг“ (Winds of Plague) е метъл група от град Ъпланд, щата Калифорния, САЩ.
Сформирана е през 2002 г. Тя е сред най-известните деткор групи, които влагат симфонични елементи в музиката си.

## Дискография
| Албум               | Дата на излизане | Издател       |
| ------------------- | ---------------- | ------------- |
| A Cold Day in Hell  | 27 юни 2005      | Recorse       |
| Decimate the Weak   | 5 февруари 2008  | Century Media |
| The Great Stone War | 11 август 2009   | Century Media |
| Against the World   | 19 април 2011    | Century Media |